# Milton Friedman Egyetem
A Milton Friedman Egyetem (röviden: Milton, 2018-ig: Zsigmond Király Egyetem, röviden: ZSKE) államilag akkreditált egyházi egyetem Budapesten, azon belül a III. kerülethez tartozó Békásmegyeren. Az egyetem gazdaságtudományi, társadalomtudományi, bölcsészettudományi és műszaki képzéseket kínál. 2017 októbere óta az Egységes Magyarországi Izraelita Hitközség (EMIH) fenntartása alatt áll.

## Az egyetem története
A Zsigmond Király Főiskola a sikeres akkreditációs eljárás után a felsőoktatási törvény 2000. évi módosítását követően kezdte meg oktatási tevékenységét.
A főiskola Luxemburgi Zsigmond magyar király nevét vette fel, aki 1395-ben Óbudán alapította a második magyar egyetemet.
A főiskola 2001–2005 között nemzetközi kapcsolatok, humán erőforrás menedzser, valamint kommunikáció és művelődésszervező szakon négyéves, művelődésszervező szakon hároméves képzés után adott diplomát.
2006-ban a felsőoktatás átalakításának, a bolognai folyamatnak a részeként a főiskola is része lett az Európai Felsőoktatási Térségnek. Ezzel egy időben megnőtt a választható szakok száma is. A 11 alapszakon (BA, BSc) hároméves képzés mellett öt szakon a kétéves mesterképzés (MA) folyik. A szakirányú továbbképzés mellett 2013-tól további öt szakon folyik felsőoktatási szakképzés (FOKSZ), korábbi elnevezéssel OKJ képzés.
A képzés nappali és levelező tagozaton folyik, államilag támogatott formában is. Lehetőség van a tanulmányok tavaszi, ún. keresztféléves megkezdésére is.
A magasfokú szakmai és tudományos képzés, továbbá az oktatók tudományos minősítésének színvonala elismeréseként 2016. augusztus 1-től egyetemként működik tovább.
2018. augusztus 1-jén az egyetem Milton Friedman Nobel-emlékdíjas amerikai közgazdász nevét vette fel.

### Legfontosabb események a Milton Friedman Egyetem történetében
| 2000         | |
| október 17.  | Az Országgyűlés elfogadja a Zsigmond Király Főiskola állami elismerését (is) tartalmazó törvénymódosítást. |
| 2001         | |
| január 1.    | Az állami elismerés hatályba lépésével létrejön a Zsigmond Király Főiskola.                                |
| február      | A 2000/2001. tanév II. félévével megkezdődik az oktatás a Zsigmond Király Főiskolán.                       |
| 2006         | |
| szeptember   | Elindulnak az alapképzési szakok                                                                           |
| 2007         | |
| szeptember   | Elindul az első mesterképzési szak, amely az ország első főiskola által indított mesterképzése.            |
| 2016         | |
| augusztus 1. | Az intézmény nevet vált, új neve Zsigmond Király Egyetem, besorolása alkalmazott tudományok egyeteme.      |
| 2018         | |
| augusztus 1. | Az intézmény felveszi Milton Friedman nevét.                                                               |

## Az egyetem fenntartója
A Milton Friedman Egyetem magán felsőoktatási intézmény. Alapítója a TANORG Tanácsadó és Szolgáltató Kft.
A fenntartói feladatokat 2015 nyarán átvette a ZSKF Fenntartó Kft., majd 2018-ban az Egységes Magyarországi Izraelita Hitközség.

## Az egyetem vezetése és szervezete
Az egyetem legfőbb vezető testülete a Szenátus. Az intézmény élén a rektor áll, a fenntartót az intézmény vezetésében az elnök képviseli.
A főiskolai időszakban a tanszékeket három intézet fogta össze, az egyetemmé válás után a ZSKE áttért a tanszéki struktúrára. Összesen hét tanszék működik.

### Rektorok
2001.01 - 2016. 02 Bayer József, az MTA rendes tagja

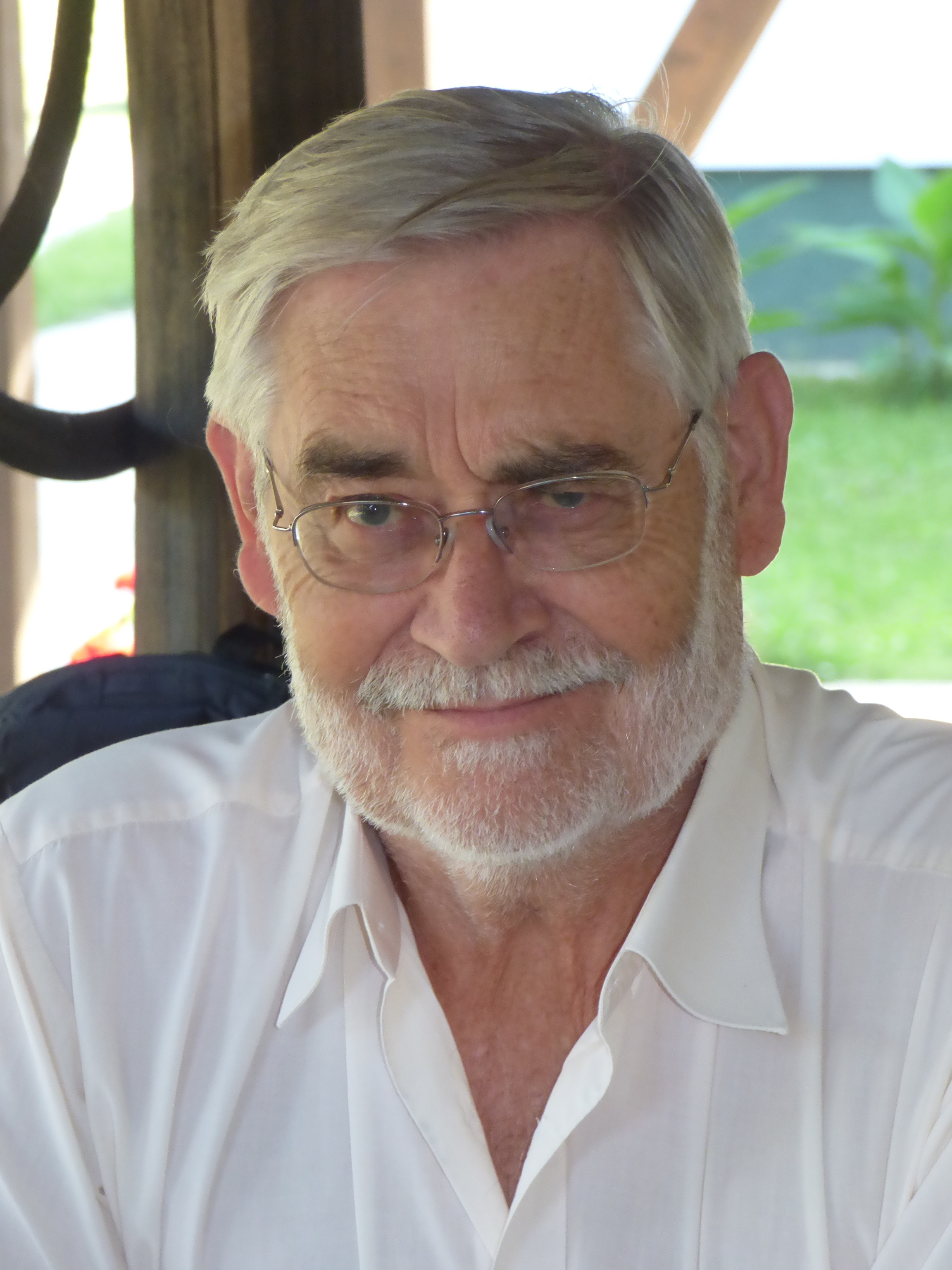
Bayer József főigazgató, majd rektor 2001-2016

A rektori tisztséget az alapítástól kezdve 2016. március 1-ig látta el.
Részt vett az intézmény létrehozásának előkészítésében, tudományos megalapozásában. A törvényi előírások alapján a 70. életévének betöltésével nyugalomba vonult, ekkor a Zsigmond Király Egyetem a professor emeritus és a rector emeritus címet adományozta neki. A Szenátus megválasztotta a Stratégiai Tanácsadó Testület elnökének.
2016. 03. - Dr. Szatmári Péter, kandidátus
Dr. Bayer József nyugalomba vonulása után a fenntartó bízta meg a rektori feladatok ellátásával Dr. Szatmári Péter főiskolai tanárt, aki megbízott rektorként látja el a tisztséggel járó feladatokat.
Jelenleg: Dr. Perényi János, rektor

### Elnökök
2001. 01. - 2007. 12. Dr. Juhász István
Az alapító TANORG Kft. vezetője, aki a Zsigmond Király Főiskola alapításának és kezdeti munkájának irányítója.
2008. 01. - 2016. 06. Dr. Juhászné Belatiny Katalin
Az alapító elnök halála után vette át az elnöki feladatok ellátását és nyugállományba vonulásáig, 2016. június 30-ig látta el azt.

## Tudományos, kutatási tevékenység
Az oktatói karnak több mint 70%-a rendelkezik tudományos fokozattal, négyen akadémiai doktorok, a fokozattal nem rendelkezők 80%-a doktorandusz hallgató.
A tanszéken túli tudományos munka tíz kutatóközpontban, illetve kutatócsoportban folyik. A legfontosabb kutatások eredményeit folyóiratokban publikálják, a legismertebbek: a Vallástudományi Szemle 2005-2014, a Geopolitika a 21. században 2011-től, a Gerontoedukáció 2012-től, valamint aKözelítések internetes folyóirat 2013-tól jelenik meg.

## Az egyetem képzési struktúrája
Az egyetem alap- és mesterszakjait az alábbi két táblázat foglalja össze.

### Alapszakok
- emberi erőforrások
- gazdálkodási és menedzsment
- gazdaságinformatikus
- kommunikáció- és médiatudomány
- közösségszervezés
- nemzetközi gazdálkodás
- nemzetközi tanulmányok
- pénzügy és számvitel
- politikatudományok
- repülőmérnöki
- szabad bölcsészet
- szociológia
- tanító

### Mesterszakok
- andragógia
- kommunikáció- és médiatudomány
- nemzetközi gazdaság és gazdálkodás
- nemzetközi tanulmányok
- politikatudomány

### Felsőoktatási szakképzések
- gazdaságinformatikus
- pénzügy és számvitel [pénzintézeti]
- pénzügy és számvitel [vállalkozási]

### Szakirányú továbbképzések
- nemzetbiztonság és biztonságpolitika

## Diplomások Pályakövetési Rendszere
Az intézmény kutatói Dr. Kabai Imre vezetésével tevékenyen részt vettek a magyarországi diplomás pályakövetési rendszer kidolgozásában. Az intézmény végzettjeinek vizsgálata során nem csak elhelyezkedési, munkaköri, jövedelmi adatokat mérnek fel, hanem a munkavégzéshez szükséges kompetenciákat a végzett és munkáltatója szempontjából is. Ez kiegészítve a hallgatók és a tanárok szempontjából történő felméréssel segíti a képzés olyan átalakítását, mely a munkaerőpiac elvárásainak való megfelelést szolgálja.

## Nyugdíjasok Óbudai Akadémiája
Az élethosszig tartó tanulás kutatója, Jászberényi József főiskolai tanár ötlete és munkája eredményeként 2011 őszétől folyamatosan működik a Nyugdíjasok Óbudai Akadémiája. Az előadások rendkívül sokféle témát ölelnek föl: az idősek szociális helyzetétől az internetig, az idősek munkalehetőségeitől az életkor meghosszabbításáról szóló elméletekig. Az előadók az egyes témák szakavatott professzorai, kutatói. Minden 50 év feletti érdeklődő teljesen ingyen vehet részt, és az előadásokat kötetlen konzultáció követi.
Ma már több mint húsz kerületben és Budapest környéki településen folyik a változatos képzési program, melynek koordinálását Jászberényi József, mint az egyetem felnőttoktatási igazgatója végzi.